# Rejon bugulmiński
Rejon bugulmiński (ros. Бугульминский райо́н, tatar. Бөгелмә районы) – rejon w należącej do Rosji autonomicznej republice Tatarstanu.
Rejon leży w południowo-wschodniej części kraju; jego ośrodkiem administracyjnym jest miasto Bugulma. Rejon ma powierzchnię 1408,6 km²; zamieszkuje go 101 975 osób (wg danych na rok 2021).